# Patu saladito
Patu saladito är en spindelart som beskrevs av Forster och Norman I. Platnick 1977. Patu saladito ingår i släktet Patu och familjen Symphytognathidae.
Artens utbredningsområde är Colombia. Inga underarter finns listade i Catalogue of Life.